# Nothing Ever Hurt Me (Half as Bad as Losing You)
Albums de George Jones
Let's Build a World Together
(1973) We're Gonna Hold On
(1973)
Nothing Ever Hurt Me (Half as Bad as Losing You) est un album de l'artiste américain de musique country George Jones. Cet album est sorti en 1973 sur le label Epic Records.

## Liste des pistes
| No  | Titre                                            | Auteur                                      | Durée |
| --- | ------------------------------------------------ | ------------------------------------------- | ----- |
| 1.  | Nothing Ever Hurt Me (Half as Bad as Losing You) | Bobby Braddock                              |       |
| 2.  | You're Looking at a Happy Man                    | Jones, Carmol Taylor                        |       |
| 3.  | Never Having You                                 | Tom T. Hall                                 |       |
| 4.  | Made for the Blues                               | Don Gibson                                  |       |
| 5.  | What's Your Mama's Name?                         | Dallas Frazier, Earl Montgomery             |       |
| 6.  | Mom and Dad's Waltz                              | Lefty Frizzell                              |       |
| 7.  | You'll Never Grow Old (To Me)                    | Tammy Wynette, Earl Montgomery              |       |
| 8.  | What My Woman Can't Do                           | Jones, Billy Sherrill, Earl Montgomery      |       |
| 9.  | My Loving Wife                                   | Earl Montgomery                             |       |
| 10. | Love Lives Again                                 | Carmol Taylor, George Richey, Norris Wilson |       |
| 11. | Wine (You've Used Me Long Enough)                | Jones, Tammy Wynette                        |       |

## Positions dans les charts
Album – Billboard (Amérique du nord)
| Année | Chart          | Position |
| ----- | -------------- | -------- |
| 1973  | Albums country | 12       |

Singles - Billboard (Amérique du nord)
| Année | Single                                           | Chart           | Position |
| ----- | ------------------------------------------------ | --------------- | -------- |
| 1973  | Nothing Ever Hurt Me (Half as Bad as Losing You) | Singles country | 7        |
| 1973  | What My Woman Can't Do                           | Singles country | 6        |